# Nicolaus Robele
Nicolaus Robele (* in Lübeck; † 1433 ebenda) war Kaufmann und Ratsherr der Hansestadt Lübeck.

## Leben
Nicolaus Robele war Sohn des Lübecker Bürgers Marquard Robele. 1428 wurde er in den Lübecker Rat erwählt. Zu Trinitatis 1429 war er Mitglied der patrizischen Zirkelgesellschaft. Er war seit 1412 mit Sophie geb. Ascheberg († 1421), der Witwe des Mitglieds des Neuen Rats von 1408 und Bürgermeisters Hermann von Alen verheiratet, die im Grab ihres ersten Ehemannes in der Lübecker Marienkirche bestattet wurde. In Testamenten Lübecker Bürger wird er mehrfach als Urkundszeuge aufgeführt. Er bewohnte in Lübeck das Haus Johannisstraße 20, welches seine Frau aus ihrer ersten Ehe eingebracht hatte.